# Niittuluoto (ö i Södra Karelen)
Niittuluoto är en ö i Finland. Den ligger i sjön Saimen och i kommunen Taipalsaari i den ekonomiska regionen  Villmanstrands ekonomiska region  och landskapet Södra Karelen, i den södra delen av landet, 190 km nordost om huvudstaden Helsingfors. Öns area är 3,4 hektar och dess största längd är 460 meter i nord-sydlig riktning.